# Venuscykel
Venuscykel är en kombination av planeten Venus' synodisk omloppstid på 584 dygn med solåret (tropiskt år). Den första babyloniska dynastin 2700 år f. Kr. kände till att Venus fullbordar fem 584-dagars cykler på åtta tropiska år. Att även Mayafolket använde sig av dessa samband framgår av deras s.k. Dresden Codex, en rituell kalender som överlevde kristna missionärers bokbål på Yucatánhalvön under 1500-talet.
Men mayaindianerna som var besatta av tidens gång och kalendariska hållpunkter gick längre än så. De ville få Venus att matcha den 260-dagars rituella kalender som de själva förädlat, men som även var i bruk på andra håll i Mesoamerika. Detta krävde betydligt flera cykler och man fann att 65 omlopp på 104 år mötte detta behov: (65x584 = 146x260 = 104x365). Men mayaastrologerna var inte nöjda med noggrannheten i förutsägelserna. Dresden Codex visar att astronomerna även klarade den uppgiften och skapade den pålitliga mayakalendern.